# Allium fantasmasense
Allium fantasmasense — вид трав'янистих рослин родини амарилісові (Amaryllidaceae), ендемік штату Сан-Луїс-Потосі, Мексика.

## Поширення
Ендемік штату Сан-Луїс-Потосі, Мексика.